# 16a edició dels Premis Mestre Mateo
La 16a edició dels premis Mestre Mateo fou celebrada el 3 de març de 2018 per guardonar les produccions audiovisuals de Galícia del 2017. Durant la cerimònia, l'Academia Galega do Audiovisual va presentar els Premis Mestre Mateo en 25 categories d'entre 158 candidatures. La llista de finalistes fou feta pública a la seu de la SGAE a Santiago de Compostel·la el 7 de febrer de 2018 pels actors María Mera i Monti Castiñeiras.
La gala va tenir lloc el 4 de març al palau de l'Òpera de La Corunya i fou presentada per l'actriu Iolanda Muíños. La gran triomfadora fou la pel·lícula Dhogs, que va obtenir 13 premis, inclosos el de millor pel·lícula, millor director, millor guió, millor actor, millor actriu, millor actor de repartiment i millor actriu de repartiment, convertint-se en la pel·lícula més guardonada de la història dels premis. Va ser nominat a 17 premis en 14 categories. La següent pel·lícula amb més nominacions va ser A estación violenta, que no va guanyar cap premi.

## Premis

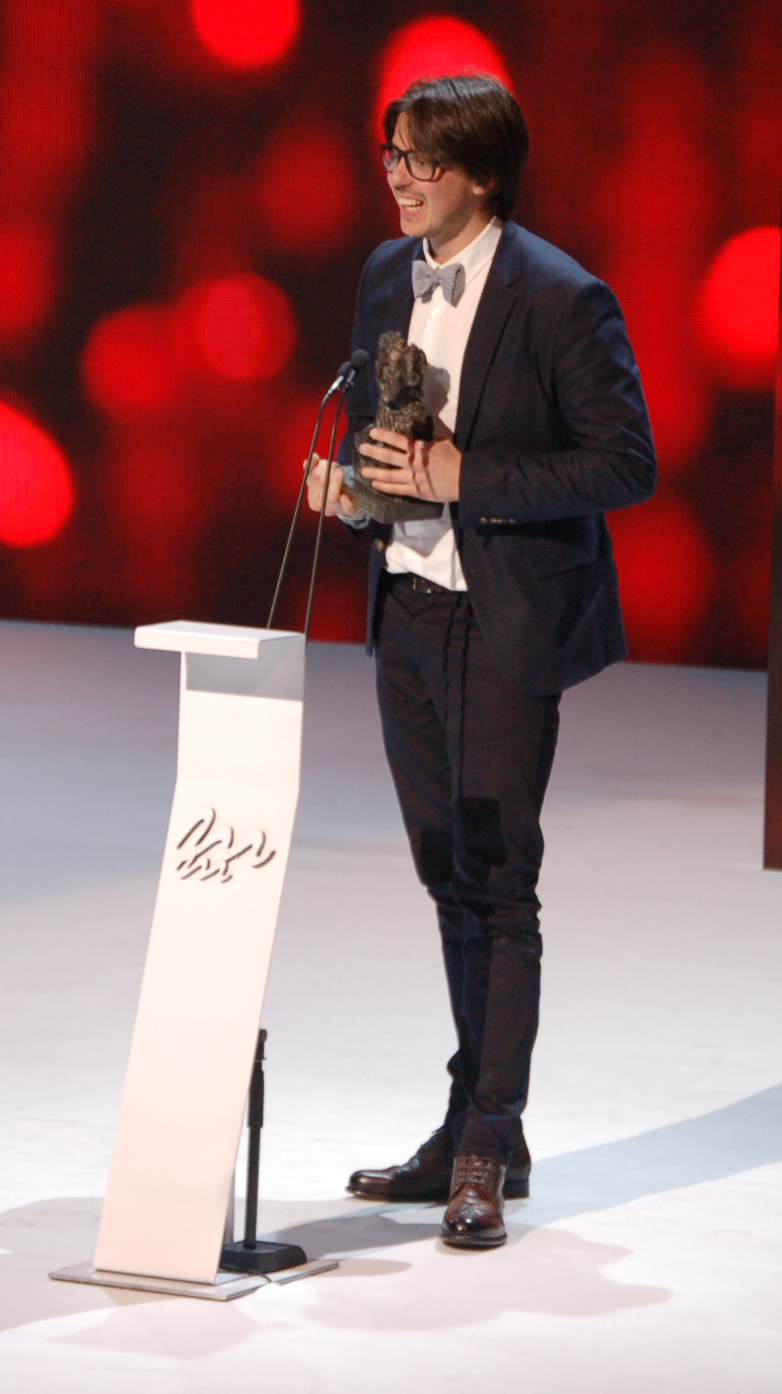
Andrés Goteira, Millor director, muntatge i guió.

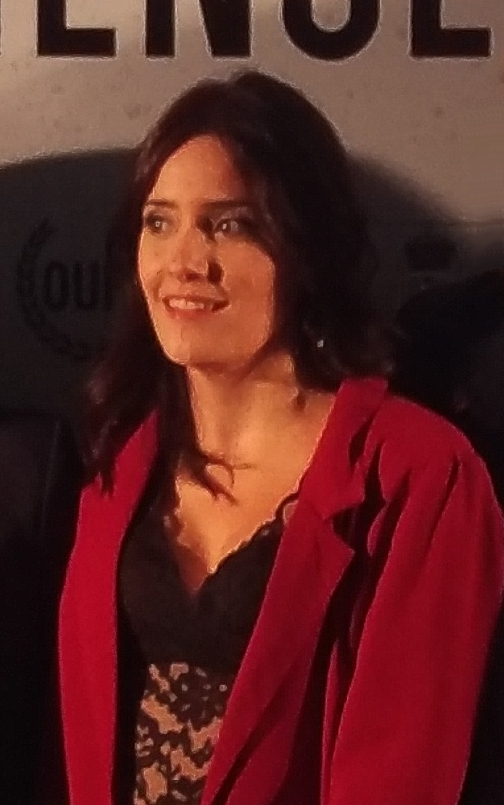
Melania Cruz, Millor actriu.

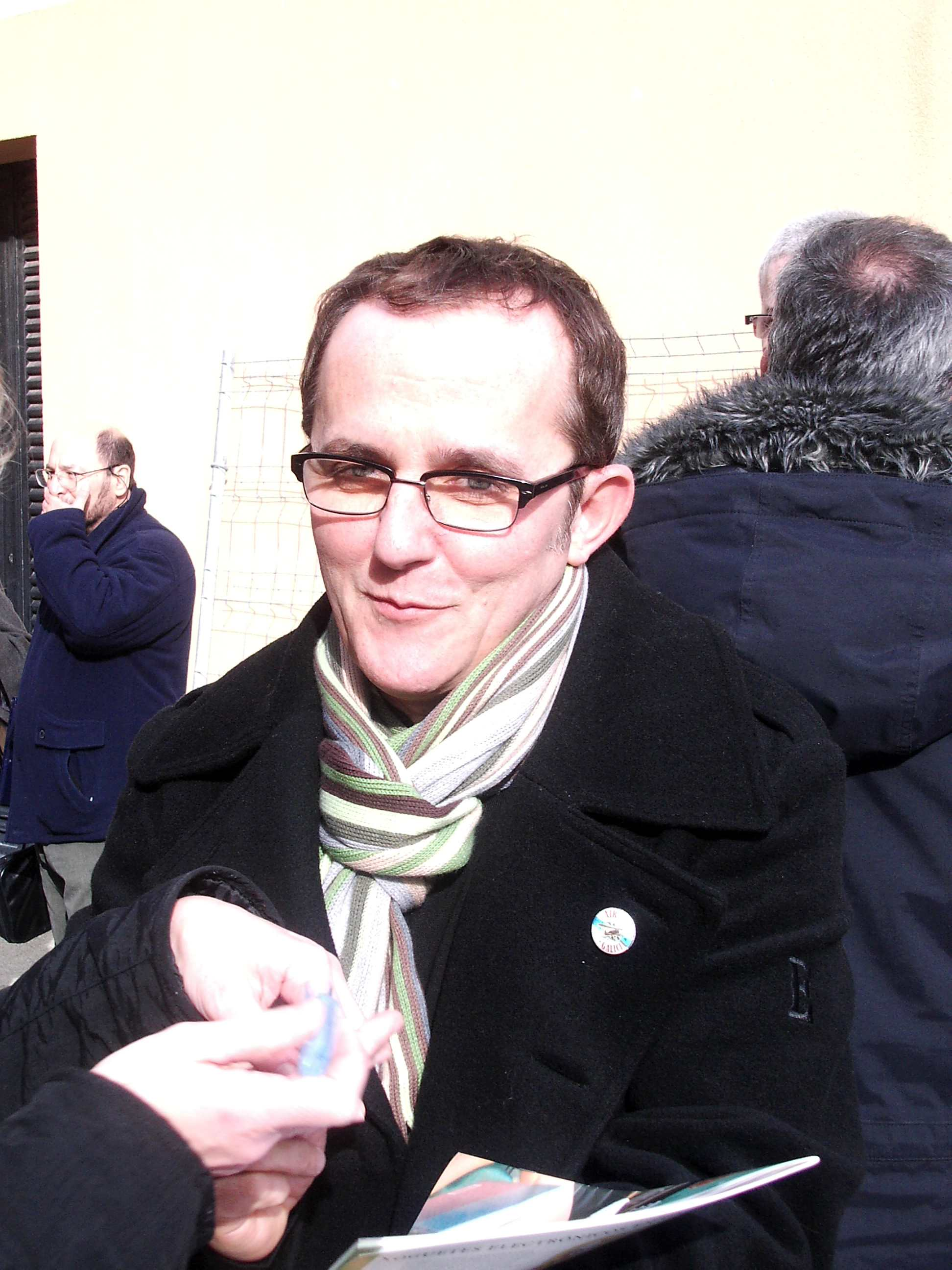
Antonio Durán "Morris", Millor actor secundari.

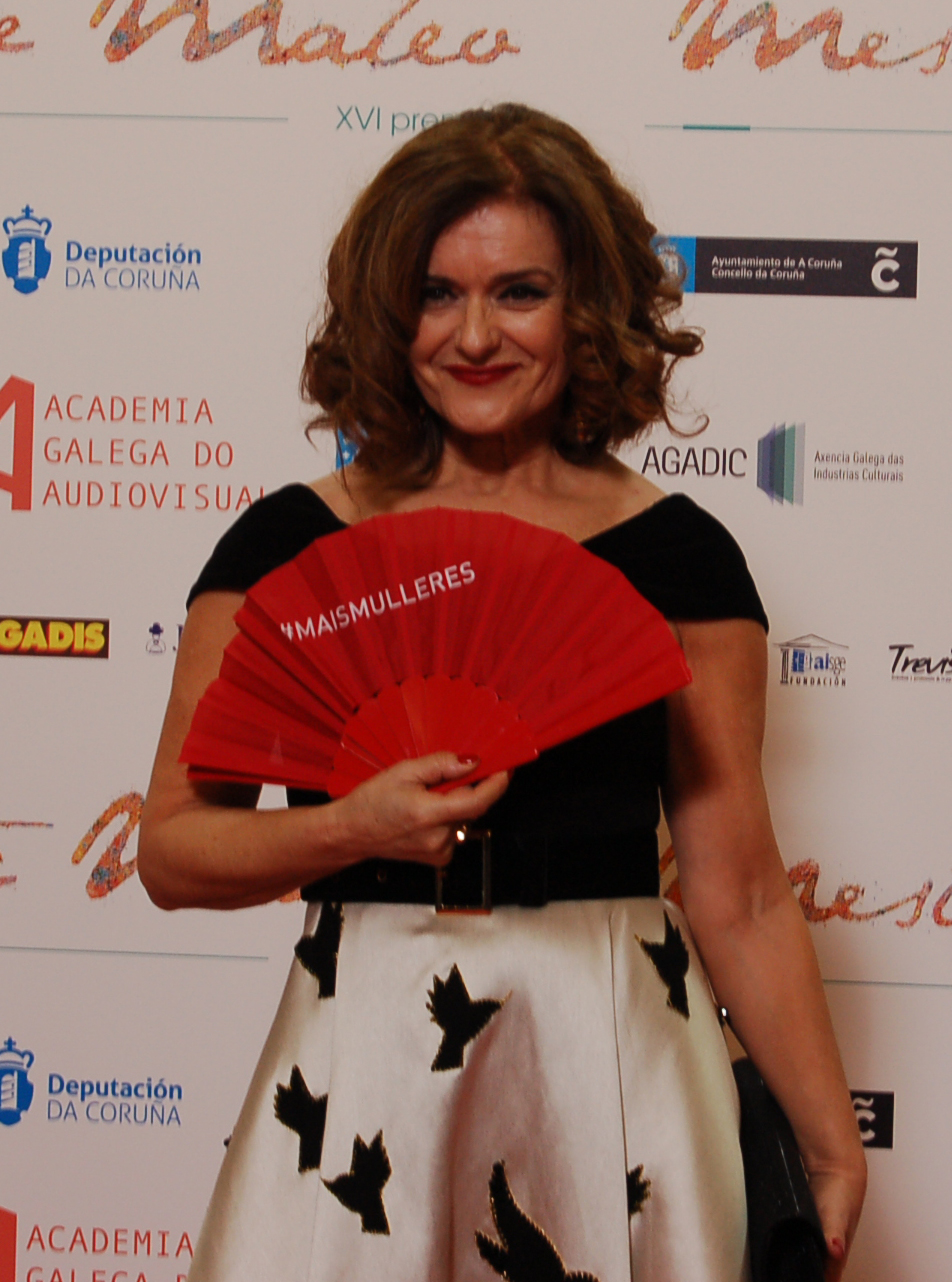
María Costas, millor actriu secundària.

Els guanyadors són els que apareixen en primer lloc i destacats en negreta.
| Millor pel·lícula | Millor director |
| --- | --- |
| - Dhogs – Gaitafilmes i Pixel Films - A estación violenta – Matriuska Producciones - Os fillos do sol – TVG, TV3, Portocabo i Diagonal TV - Trinta lumes – Lasoga Films i Dianatoucedo Films | - Andrés Goteira – Dhogs - Anxos Fazáns – A estación violenta - Giselle Llanio i Manuel Espiñeira – Pazo de familia - Miguel Conde, Jorge Saavedra Manuel Espiñeira, Simón Casal i Juan Galiñanes – Serramoura                                                                              |
| Millor actor | Millor actriu |
| - Iván Marcos – Dhogs - Alberto Rolán – A estación violenta com Manoel - Federico Pérez – Era visto! com Moncho - Javier Rey – O final do camiño com Pedro de Catoira | - Melania Cruz – Dhogs - Nerea Barros – A estación violenta com Claudia - Sabela Arán – Viradeira - Sonia Castelo – Juana de Vega, vizcondesa do arado |
| Millor actor secundari | Millor actriu secundària |
| - Antonio Durán "Morris" – Dhogs - Carlos Blanco – Dhogs - Miguel de Lira – Dhogs - Monti Castiñeiras – Serramoura | - María Costas – Dhogs - Bárbara Grandío – A historia dun satélite - Luisa Merelas – Juana de Vega, a vizcondesa do arado - Susana Sampedro –Serramoura |
| Millor guió | Millor realitzador |
| - Dhogs – Andrés Goteira - Serramoura – Alberto Guntín, Lidia Fraga, Jacobo Díaz, Roberto G. Méndez, Araceli Gonda, Enrique Lojo, Benigno López, María Ferreiro, Iago Mariñas i José Rubio - A estación violenta – Ángel Santos, Xacobe Casas, Anxos Fazáns i Daniel Froiz - Trinta lumes – Diana Toucedo | - Tesouros no faiado – Dani Viqueira Carballal i Veru Rodríguez Rodríguez - Land Rober - Tunai Show – José Villaverde - Que casas! – Gael Herrera Batallán i Lautaro Herrera Batallán - A Revista Fin de Semana – Carmen Varela                                                             |
| Millor videoclip | Millor documental |
| - Troubled Times' – Green Day por Manu Viqueira - Días y días – Delafé - Salto al vacío – Nortones - Como Gala y Dalí – Jorge Casal - Todos los gallegos – Fernando Tato y Los Animales | - A batalla descoñecida – Agallas Films - Castelao. De chumbo a verba – Miguel López i Abella Creativa - O tempo futuro – Y la nave va - Vigo 1972 – Emilio J. Fernández Villar i Arthur Gordon                                                                                             |
| Millor sèrie de televisió | Millor programa de televisió |
| - Serramoura – Voz Audiovisual i TVG - Era visto! – Producións Zopilote i TVG - O final do camiño – Voz Audiovisual, TVG i TVE - Vidago Palace – TVG, RTP, Hop! i Portocabo | - A Revista Fin de Semana – TVG - ADN galego – TVG i Portocabo - Land Rober - Tunai Show – TVG i CTV - Que casas! –Tamboura Films |
| Millor direcció de producció | Millor direcció artística |
| - Suso López – Dhogs - Paula Fernández –O final do camiño - Ana Míguez e Albert Morera – Os fillos do sol - Ana Míguez e Marta Lima – Vidago Palace | - Noelia Vilaboa – Dhogs - Antonio Pereira – Os fillos do sol - Ángel Amaro – O final do camiño - Alenxandra Fernández – Juana de Vega, vizcondesa do arado |
| Millor comunicador de televisió | Millor muntatge |
| - Nieves Rodríguez – Vaia troula! - María Solar – A Revista fin de semana - Rodrigo Vázquez – Ti verás - Roberto Vilar – Land Rober - Tunai Show | - Dhogs – Andrés Goteira i Juan Galiñanes - A estación violenta – Anxos Fazáns, Diana Toucedo i Iria Silvosa - Trinta lumes – Diana Toucedo i Ana Pfaff - Serramoura – Marisol Torreiro, Dani Castro, Óscar González, Lu Rodríguez, Enrique Moro, Pablo Muñoz, Carolina Lorenzo i Pablo Paz |
| Millor música original | Millor so |
| - Dhogs – Germán Díaz - O final do camiño – Manu Riveiro - A batalla descoñecida – Sergio Moure de Oteyza - Os fillos do sol – Xavi Font | - Dhogs – David Machado i Javier Pato - Trinta lumes – Oriol Gallart - Viradeira – Rubén Bermúdez i Víctor Seixo - A estación violenta – Xavi Souto |
| Millor fotografia | Millor maquillatge i pentinat |
| - Dhogs – Lucía Catoira Pan - Os fillos do sol – Xavier Gil - Trinta lumes – Lara Vilanova - A estación violenta – Alberte Branco | - Os fillos do sol – Chicha Blanco Vicen Veti - Dhogs – Ana Coya - Juana de Vega, vizcondesa do arado – Lourdes Briones i Amparo Sánchez - O final do camiño – Raquel Fidalgo, María Barreiro i Patricia Vilela                                                                             |
| Millor sèrie web | Millor producció de publicitat |
| - Peter Brandon. Unha vida pola comedia – Porco Bravú i Dinamo - As aventuras de Po – Illa Bufarda - Galicia Crime – Cousas Veredes - Generación wifi – Araceli Louro i Julia Castro | - Conserveiras do noso – Miss Movies - Imposible sen ti 2017 – Tex45 Producións en col·laboració amb Ainé Producións - Machismo on the road de Galuresa – 300 kilos - Vegalsa Navidad – Mondotropo                                                                                          |
| Millor curtmetratge | Millor curtmetratge d'animació |
| - Matria – Sombriza Films - La Madrina – Henar Sancho - Escarabana – Amanita Films - A muller invisible – Islandia Producciones i La Panificadora Estudios | - The Neverending Wall – Abano Producións - Galesauros – David Saborido - Paquita – Facultade de Ciencias da Comunicación UDC - Sinceramente, yo ya no razono – David Fidalgo Omil |
| Millor disseny de vestuari | |
| - Juana de Vega, vizcondesa do arado – Arantxa Domínguez - Os fillos do sol – Alicia Dapena i Lola Dapena - O final do camiño – Lorena Gutiérrez - Dhogs – María Porto | |

## Premis especials

### Premio de Honra Fernando Rey
- María Bouzas[4]